# Robert Sheckley
Robert Sheckley (New York, 16 luglio 1928 – Poughkeepsie, 9 dicembre 2005) è stato uno scrittore statunitense, autore di romanzi di fantascienza e particolarmente noto per i toni satirici e paradossali delle sue opere.
Sheckley è stato insignito del titolo di Author Emeritus dalla Science Fiction and Fantasy Writers of America nel 2001.

## Biografia
Robert Sheckley nacque in una famiglia ebraica di Brooklyn, New York: il padre è polacco (Sheckley è l'americanizzazione di Shekowsky) e la madre lituana. Nel 1931 la famiglia si trasferisce a Maplewood, nel New Jersey. Sheckley frequentò la Columbia High School, dove scoprì la fantascienza. Si diplomò nel 1946 e se ne andò in California con l'autostop lo stesso anno, dove intraprese diversi mestieri: giardiniere, venditore ambulante di pretzel, barman, lattaio, magazziniere e operaio in un laboratorio di cravatte dipinte a mano. Nel 1946 si arruolò nell'Esercito degli Stati Uniti e venne inviato in Corea. Durante il servizio militare fu redattore di un giornale dell'esercito, furiere e chitarrista. Si congedò nel 1948.
Sheckley quindi frequentò la New York University, dove conseguì la laurea breve nel 1951. Lo stesso anno si sposò per la prima volta con Barbara Scadron; la coppia ebbe un figlio, Jason. Lavorò in una fabbrica aeronautica come assistente metallurgico per un breve periodo, ma il suo esordio come scrittore giunse presto: alla fine del 1951 vendette il suo primo racconto, Final Examination, alla rivista Imagination. La sua reputazione si consolidò rapidamente, con la pubblicazione di racconti su Imagination, Galaxy Science Fiction e altre riviste di fantascienza. Negli anni cinquanta vennero pubblicati i primi quattro libri dello scrittore: le raccolte di racconti Untouched by Human Hands (Ballantine, 1954), Citizen in Space (1955), e Pilgrimage to Earth (Bantam, 1957), più un romanzo, Anonima Aldilà (inizialmente pubblicato a puntate su Galaxy nel 1958).
Sheckley e Scadron divorziarono nel 1956. Lo scrittore sposò allora la giornalista Ziva Kwitney nel 1957. La coppia di novelli sposi visse nel Greenwich Village. La loro figlia, Alisa Kwitney, nata nel 1964, sarebbe successivamente diventata  anch'essa una scrittrice di successo. Elogiato dal critico Kingsley Amis, Sheckley vendeva molti dei suoi agili racconti satirici anche a riviste non di genere, come Playboy. In aggiunta ai suoi racconti di fantascienza, negli anni sessanta Sheckley iniziò a scrivere narrativa gialla. Altre raccolte di racconti e romanzi apparvero negli anni sessanta e nel 1965 uscì nelle sale il film La decima vittima, diretto da Elio Petri e interpretato da Marcello Mastroianni e Ursula Andress, adattamento cinematografico di uno dei primi racconti dell'autore, La settima vittima.
Sheckley trascorse la maggior parte degli anni settanta a Ibiza. Divorziò dalla Kwitney nel 1972 e nello stesso anno sposò Abby Schulman, che aveva conosciuto nell'isola spagnola. La coppia ebbe due figli, Anya e Jed. Nel 1980 lo scrittore tornò negli Stati Uniti per assumere il ruolo di responsabile della narrativa di una neonata rivista, Omni. Sheckley lasciò OMNI nel 1981 a seguito del matrimonio con la sua quarta moglie, Jay Rothbell, e successivamente viaggiò con lei in Europa, stabilendosi infine a Portland, nell'Oregon, dove si separarono. Sposò allora Gail Dana di Portland nel 1990, ma al momento della sua morte i due non vivevano più insieme. Sheckley continuò a pubblicare altre opere di fantascienza e gialli, e collaborò con gli scrittori Roger Zelazny e Harry Harrison.
Durante una visita in Ucraina nel 2005 per la Settimana del computer e della fantascienza ucraina, un evento internazionale per scrittori di fantascienza, Sheckley si ammalò e dovette essere ricoverato in un ospedale di Kiev, il 27 aprile. Le sue condizioni di salute sembrarono assai gravi per una settimana, ma parvero migliorare. Il sito web ufficiale di Sheckley lanciò una sottoscrizione per aiutare lo scrittore a pagare le spese mediche e tornare in patria. Sheckley si stabilì nel nord della Dutchess County, nello Stato di New York, per essere vicino alle figlie Anya e Alisa. Il 20 novembre fu operato per un aneurisma cerebrale. Sheckley morì in un ospedale di Poughkeepsie, nello Stato di New York, il 9 dicembre 2005.

## Opere

### Fantascienza e fantasy

#### Romanzi

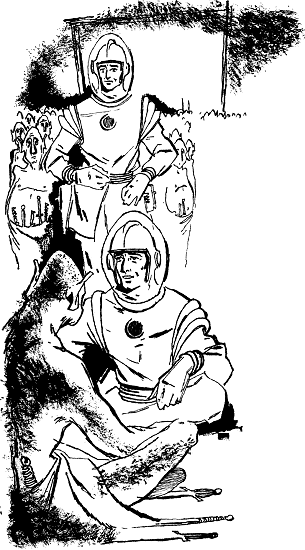
Illustrazione di Scattergood per il racconto Warrior Race di Sheckley, Galaxy Science Fiction novembre 1952.

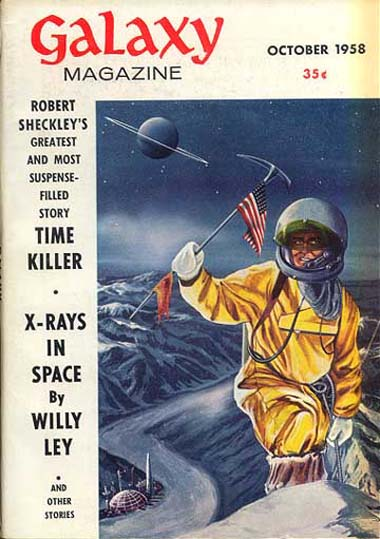
il romanzo di Sheckley Anonima aldilà fu pubblicato a puntate su Galaxy Science Fiction nel 1958 col titolo Time Killer

- Anonima aldilà (Immortality Delivered, poi Immortality Inc., 1958)
- Il difficile ritorno del signor Carmody (Dimension of Miracles, 1968), Urania, 530 Mondadori
- Gli orrori di Omega (The Status Civilization, 1960), Urania, 258 e 581 Mondadori
- I testimoni di Joenes o Il viaggio di Joenes (Journey Beyond Tomorrow, 1963), Urania 313, Mondadori, 1963
- The Tenth Victim, 1965 (trasposizione del film La decima vittima)
- Scambio mentale (Mindswap, 1966; come romanzo breve su Galaxy, giugno 1965), Urania, 1302 Mondadori
- Opzioni (Options, 1975; romanzo breve), Urania, 689 Mondadori
- Il matrimonio alchimistico di Alistair Crompton (The Alchemical Marriage of Alistair Crompton, 1978; anche Crompton Divided), Urania, 757 Urania Collezione, 255 Mondadori
- Dramocles, dramma intergalattico (Dramocles: An Intergalactic Soap Opera, 1983), Urania, 974 Mondadori
- Pop Death, 1986
- Vittime a premio (Victim Prime, 1987), Urania, 1041 Mondadori
- Stagione di caccia (Hunter / Victim, 1988), Urania, 1088 Mondadori
- On The Planet of Bottled Brains (con Harry Harrison, 1990)
- Minotaur Maze, 1990 (romanzo breve)
- Watchbird, 1990 (romanzo breve)
- Xolotl, 1991 (romanzo breve)
- Alien Starswarm, 1991 (romanzo breve)
- Serie Millennial Contest (con Roger Zelazny):
  - Voglio la testa del principe azzurro (Bring Me the Head of Prince Charming, 1991)
  - Se Mefistofele sbaglia Faust (If at Faust You Don't Succeed, 1993)
  - A Farce to Be Reckoned With'', 1995
- Star Trek: Deep Space Nine: The Laertian Gamble, 1995
- Alien - dentro l'alveare (Aliens: Alien Harvest, 1995)
- Godshome, 1999
- Babylon 5: A Call to Arms, 1999
- Computer Grand-Guignol (The Grand-Guignol of the Surrealists), Urania, Mondadori, 2000 (pubblicato in italiano)
- Dimension of Miracles Revisited (2000; autopubblica in inglese; trad. in francese[6])

#### Antologie di racconti
- Mai toccato da mani umane (Untouched by Human Hands, 1954), Urania,  285 Mondadori
- Citizen in Space , Ballantine, 1955
- Pilgrimage to Earth, Bantam, 1957
- Notions: Unlimited, Bantam, 1960
- Store of Infinity, Bantam, 1960
- Shards of Space, Bantam, 1962
- The People Trap, Dell, 1968
- Giardiniere di uomini (Can You Feel Anything When I Do This?, Doubleday, 1971; anche  The Same to You Doubled), Urania, Mondadori
- Il robot che sembrava me (The Robot Who Looked Like Me, Sphere, 1978), Urania, Mondadori
- Fantasma Cinque (The Wonderful World of Robert Sheckley, 1979), Urania, 880 Mondadori
- The Sheckley Omnibus, 1979
- Is THAT What People Do?, Holt, Rinehart and Winston, 1984 (23 storie ripubblicate e 16 originali)
- The Collected Short Fiction of Robert Sheckley, Pulphouse, 1991 (5 volumi; il vol. 5 comprende materiale originale)
- Uncanny Tales, Five Star, 2003
- The Masque of Mañana, NESFA, 2005
- Store of the Worlds, NYRB, 2012

##### Antologie italiane
- La decima vittima (antologia di racconti 1953-1962),[7] traduzione di Roberta Rambelli, I Delfini 188, Bompiani, 1965. Dal racconto la settima vittima (Seventh Victim) Elio Petri ha tratto il film La decima vittima.
- Ma che pianeta mi hai fatto? (Budget Planet, 1968), Urania, 500 Mondadori (con racconti di altri autori)
- AAA Asso. Servizio Interplanetario di Decontaminazione, 1981,[8]

### Giallo e spionaggio
- L'agente X (The Game of X, Delacorte, 1965). Liberamente trasposto nel film Disney del 1981 Condorman: Sheckley ha scritto anche la trasposizione del film.
- Serie di Stephen Dain:
  - Calibro 50 (Calibre .50, 1961), Segretissimo n. 26
  - Allarme! Chiamate Stephen Dain (Dead Run, 1961), Segretissimo n. 40
  - Live Gold, Bantam, 1962
  - White Death, Bantam , 1963
  - Time Limit, Bantam, 1967
- Serie Hob Draconian:
  - The Alternative Detective, Tor, 1993
  - Draconian New York, Tor, 1996
  - Soma Blues, Tor, 1997

### Altri racconti tradotti
- La montagna senza nome (The Mountain Without Name, 1955)
- Un viaggio di tutto riposo (Milk run), 1959
- Un biglietto per Tranai (A Ticket to Tranai, 1955, racconto lungo), ne L'ombra del 2000. Romanzi e racconti di fantascienza, Arnoldo Mondadori Editore, 1965
- Anonima Aldilà, ne L'ombra del 2000. Romanzi e racconti di fantascienza, Arnoldo Mondadori Editore, 1965
- Una storia di spie, ne Gli eroi dell'ombra. Antologia della letteratura di spionaggio, Arnoldo Mondadori Editore, 1981

### Altre opere
- L'uomo in mare (The Man in the Water, Regency 112, 1962)

### Come curatore
- After the Fall, 1980

## Filmografia
(film tratti dai suoi romanzi)
- Captain Video and His Video Rangers (1949) [Telefilm]
- Murder Club (1961) [Film TV]
- Escape from Hell Island (1963), da L'uomo in mare
- La decima vittima (1965), dal racconto The Seventh Victim
- Los buenos samaritanos (1966)
- Immortality, Inc. (1969) [Film TV], da Anonima aldilà
- Das Millionenspiel (1970) [Film TV], dal racconto The Prize of Peril
- Racconti di fantascienza (1979), miniserie televisiva, all'interno di 2 episodi - da Requiem automatico e La settima vittima.
- Condorman (1981), da L'agente X
- Le prix du danger (1983), dal racconto The Prize of Peril
- Freejack - In fuga nel futuro (1992), da Anonima aldilà
- The Utilizer (1996)